# Lucian Pintilie
Lucian Pintilie, född 9 november 1933 i Tarutino, Kungariket Rumänien (numera i Ukraina), död 16 maj 2018 i Bukarest, var en rumänsk filmregissör.
Pintilie utbildades vid Institutet för teater- och filmkonst i Bukarest. Han etablerade sig som teaterregissör i början av 1960-talet och långfilmsdebuterade 1965 med På söndag klockan sex. År 1968 kom han andra långfilm, den samhällssatiriska Reconstituirea, som handlar om två ungdomar som hamnat i slagsmål på fyllan. Som straff måste de medverka i en film som ska avskräcka från fylleri, där de ska återskapa sitt bråk. Efter diverse oenigheter med de rumänska myndigheterna gjorde Pintilie sin tredje långfilm i Jugoslavien, och när hans fjärde film blev totalförbjuden i Rumänien flyttade han till Frankrike. Efter kommunismens fall återvände han till Rumänien med filmen Balanța, som hade premiär vid filmfestivalen i Cannes 1992. Filmen Terminus paradis från 1998 tilldelades Juryns specialpris vid filmfestivalen i Venedig.

## Filmografi
- På söndag klockan sex (Duminică la ora 6) (1965)
- Reconstituirea (1968)
- Salonul numărul 6 (1978)
- De ce trag clopotele, Mitică? (1981)
- Balanța (1992)
- O vară de neuitat (1994)
- Prea târziu (1996)
- Terminus paradis (1998)
- După-amiaza unui torționar (2001)
- Niki Ardelean, colonel în rezervă (2003)
- Tertium non datur (2006) - kortfilm